# C. J. Massinburg
Christian Jalon "C. J." Massinburg (Dallas, Texas, 14 de abril de 1997) es un baloncestista estadounidense que pertenece a la plantilla del Bahçeşehir Koleji S.K. de la BSL turca. Con 1,96 metros de estatura, juega en la posición de escolta.

## Trayectoria deportiva

### Universidad
Jugó cuatro temporadas con los Bulls de la Universidad de Buffalo, en las que promedió 15,3 puntos, 5,9 rebotes, 2,4 asistencias y 1,1 robos de balón por partido. Fue incluido en el mejor quinteto freshman de la Mid-American Conference en su primera temporada, en el mejor quinteto absoluto en las dos últimas, y elegido además Jugador del Año de la MAC en 2019.

#### Estadísticas
| Año     | Equipo  | PJ  | PT | MPP  | %TC  | %3P  | %TL  | RPP | APP | ROB | TPP | PPP  |
| ------- | ------- | --- | -- | ---- | ---- | ---- | ---- | --- | --- | --- | --- | ---- |
| 2015–16 | Buffalo | 35  | 7  | 25.3 | .447 | .389 | .752 | 4.1 | 1.7 | 1.1 | .4  | 11.3 |
| 2016–17 | Buffalo | 24  | 18 | 32.4 | .411 | .331 | .750 | 5.6 | 2.8 | .6  | .1  | 14.5 |
| 2017–18 | Buffalo | 36  | 35 | 34.0 | .468 | .405 | .743 | 7.3 | 2.4 | 1.1 | .4  | 17.0 |
| 2018–19 | Buffalo | 35  | 34 | 32.1 | .464 | .399 | .780 | 6.5 | 3.0 | 1.2 | .3  | 18.2 |
| Total   | Total   | 130 | 94 | 30.8 | .452 | .386 | .757 | 5.9 | 2.4 | 1.1 | .3  | 15.3 |

### Profesional
Tras no ser elegido en el Draft de la NBA de 2019, disputó las Ligas de Verano de la NBA con los Brooklyn Nets, promediando 4,7 puntos y 1,7 rebotes en cuatro encuentros jugados. Tras ser cortado en el mes de octubre, fue asignado a su filial en la G League, los Long Island Nets.
El 14 de septiembre de 2021, firma por el CSP Limoges de la Pro A, la primera categoría del baloncesto francés.
El 15 de junio de 2022, firma por el Basket Brescia Leonessa de la Lega Basket Serie A italiana.
El 1 de junio de 2024 fichó por Bahçeşehir Koleji de la Basketbol Süper Ligi (BSL) turca.